# 约翰·彭伯顿
約翰·斯蒂斯·彭伯頓（英語：John Stith Pemberton，1831年7月8日—1888年8月16日），美国药剂师、化学家、可乐型碳酸饮料的发明者。其曾在南北战争南方军队服役，上尉军衔。

## “可乐”的发明者
约翰·彭伯顿曾是南北战争时期南方邦联军队的一位军官和军医。他在南北戰爭時受了傷，治疗时过度使用吗啡止痛而导致成瘾，这种现象当时十分普遍。这促使他决心研製嗎啡的替代藥品。当时，在美国许多医师和药师中流行配制和销售“药剂饮料”，通常使用药物成分、天然成分和碳酸水进行配制，被认为兼具药物和饮料双重用途。彭伯頓利用古柯樹葉和可樂果的药理特性配制出一种据说具有止痛效果的、口味独特的“药剂饮料”；1885年他将發明的“药剂饮料”配方稱為Pemberton's French Wine Coca，名字中的Wine和Coca表明其中含有酒精和古柯叶。后来，由于喬治亞州的亞特蘭大和富爾敦（Fulton County）發出禁酒令，彭伯頓在他的配方中以糖漿取代酒精。後來，由于软饮料市场不断发展，彭伯顿的助理约翰·詹姆斯建议彭伯顿以他的配方为基础开发出一种新型软饮料，这份配方催生了一个全新的饮料品类，即“可乐”，可口可樂公司的前身随之誕生。1886年，第一份可乐在亞特蘭大的藥房首賣，售價為5美分。開張的第一年，公司僅售出400瓶可口可樂。1887年，彭伯頓將一部分股權賣給合作伙伴阿萨·坎德勒，并于1889年完成全数转让，退出公司。其後，坎德勒在亚特兰大以此为基础成立可口可乐公司。